# Ferrovia Massaua-Asmara
La ferrovia Massaua–Asmara è l'unica linea ferroviaria in esercizio in Eritrea.
Costruita nel periodo del colonialismo italiano, tra il 1887 e il 1932, costituì all'epoca un'opera di grande valore ingegneristico a causa del territorio attraversato, particolarmente difficile in zone di montagna, e per l'ampio dislivello esistente fra i capolinea.
Ripetutamente interrotta a causa degli eventi bellici fra Eritrea ed Etiopia negli anni settanta, cessò l'esercizio nel 1978; fu riattivata fra il 1994 e il 2003.

## Storia

### La costruzione
| Tratta           | Inaugurazione     |
| ---------------- | ----------------- |
| Massaua–Mai Atal | 1º ottobre 1901   |
| Mai Atal–Ghinda  | 26 settembre 1904 |
| Ghinda–Nefasit   | 16 marzo 1910     |
| Nefasit–Arbaroba | 5 novembre 1911   |
| Arbaroba–Asmara  | 5 dicembre 1911   |

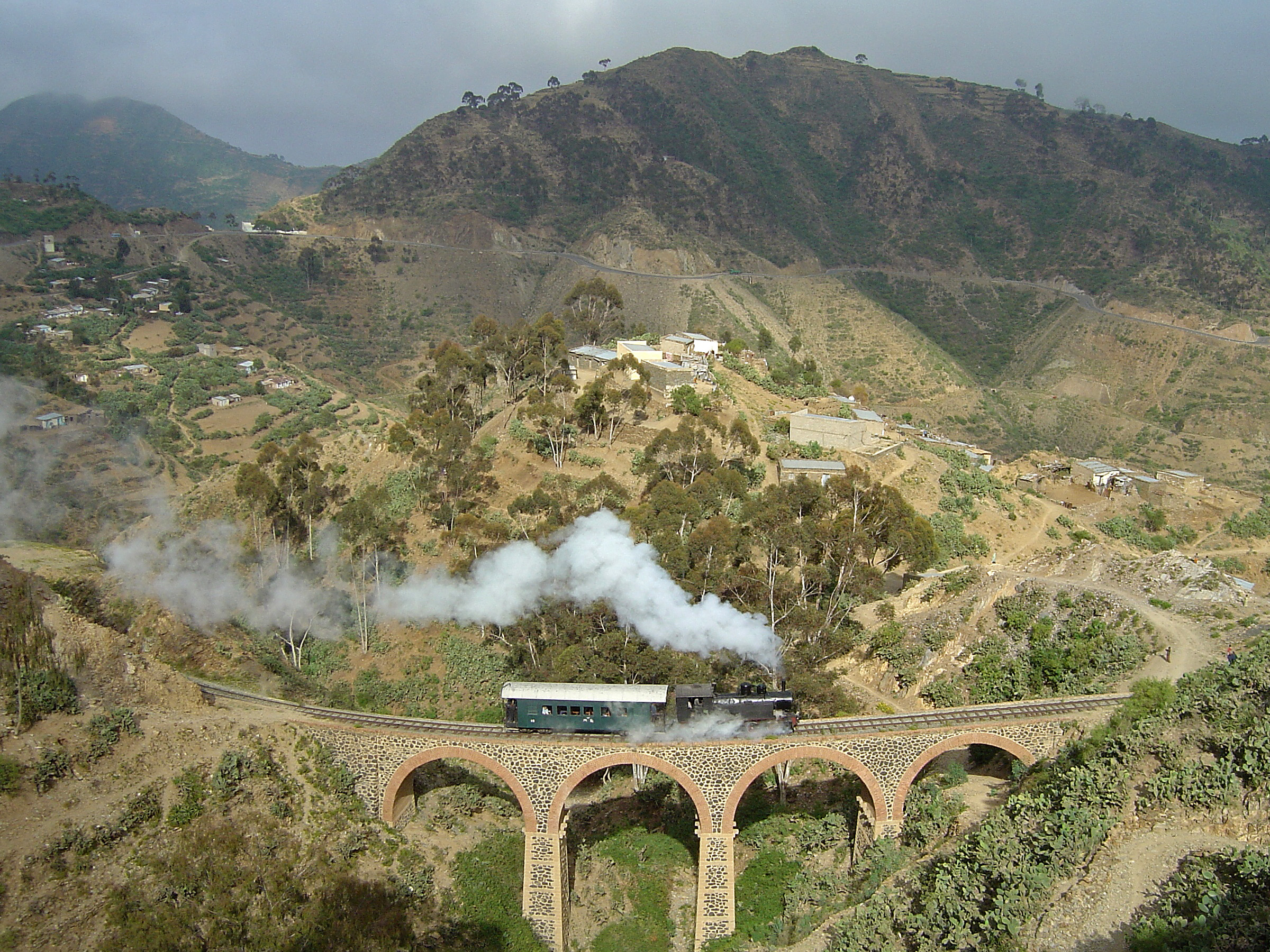
Una locomotiva classe 440 al lavoro sul tratto montuoso tra Arbaroba e Asmara

La costruzione della linea fu decisa per collegare la città di Massaua, principale porto dell'Eritrea, alla capitale Asmara, al centro di un vasto altopiano interessato da interventi di valorizzazione agricola.
La tratta iniziale della linea fu realizzata a partire dal 1900, riutilizzando la sede della ferrovia Massaua-Saati, costruita a scopi militari.
La costruzione proseguì per tappe a causa dell'orografia difficile del territorio e della discontinuità dei finanziamenti: Asmara, situata a circa 2 500 m di quota, fu raggiunta nel 1911. Nel frattempo (1905) era stata attivata la nuova stazione di Massaua, sull'isola di Taulud, più adeguata a gestire il traffico passeggeri.

### I primi anni di esercizio
La linea fu interessata ben presto da un intenso traffico merci e passeggeri, favorito anche dalla costruzione della ferrovia Asmara – Cheren attivata nel 1923, e poi estesa fino ad Agordat e Biscia, che collegava la capitale con le fiorenti regioni agricole dell'ovest.

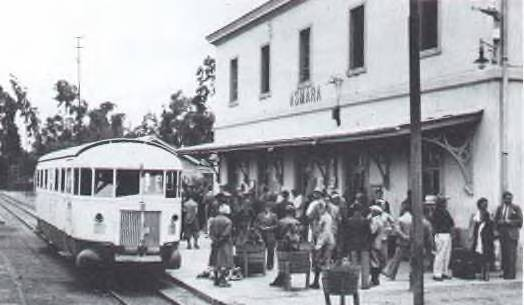
La stazione ferroviaria di Asmara nel 1938

Dal 1934 i treni a vapore furono integrati da nuovi collegamenti rapidi effettuati da nuove littorine di costruzione FIAT, che permisero un drastico abbassamento dei tempi di percorrenza, ridotti a sole tre ore.
Nel 1937 sullo stesso percorso della ferrovia fu attivata una lunga teleferica, resasi necessaria a causa del continuo aumento del traffico merci.

### Il periodo britannico ed etiopico
Nel 1941, durante la seconda guerra mondiale, l'Eritrea fu occupata dall'esercito britannico, che la tenne fino al 1952, quando fu annessa all'Etiopia.
La ferrovia continuò l'esercizio, anche grazie all'acquisto di nuove locomotive Diesel, ma soffrì di un lento declino per la mancanza di investimenti.
Nella guerra civile di indipendenza tra il Fronte di Liberazione del Popolo Eritreo ed il governo etiopico del Derg, anche per il suo significato simbolico, la ferrovia fu ripetutamente colpita, danneggiata e saccheggiata.
In seguito ai danneggiamenti la circolazione ferroviaria fu sospesa nel 1976, e la ferrovia fu chiusa definitivamente nel 1978.

### La riapertura
| Tratta           | Inaugurazione |
| ---------------- | ------------- |
| Massaua–Amatere  | 1994          |
| Amatere–Mai Atal | 1997          |
| Mai Atal–Ghinda  | 1998          |
| Ghinda–Asmara    | 2003          |

Riconosciuta fin dal 1993 come uno dei pilastri della riaffermazione dell'identità nazionale eritrea, la ferrovia fu immediatamente oggetto di progetti di ricostruzione.
L'opera fu presa a cuore dal presidente eritreo Isaias Afewerki, che si propose di promuovere una ricostruzione che facesse uso esclusivamente di materiali e manodopera locali. A questo scopo tutto il vecchio personale eritreo, anche in pensione (macchinisti, meccanici, tecnici e verificatori) fu invitato a ripresentarsi al lavoro in forma "volontaria".
Seguì il recupero dei materiali: dalle rotaie e traversine metalliche, spesso usate per costruire fortificazioni o bunker durante la guerra, a vagoni, locomotive, scambi e segnalamenti. L'azione di recupero fu praticata in buona parte da militari di leva in "servizio nazionale". I pezzi recuperati furono revisionati e, laddove possibile, riparati.
Per la movimentazione dei materiali, in assenza di mezzi di trazione leggeri, furono creati due piccoli "locotrattori" derivati dai carrelli della littorina n. 8.
La ricostruzione della linea è stata completata nel 2003, ma a causa della mancanza di materiale rotabile moderno, l'utilizzo è stato prevalentemente a fini turistici.
Al momento la ferrovia non è in servizio a causa dell'impossibilità di portare a termine costosi interventi di manutenzione sia per le locomotive sia per i binari.

## Progetti
È stato istituito un "progetto di ricerca e documentazione della vecchia ferrovia" che cerca di colmare le lacune documentali dovute al lungo periodo di abbandono.
È in previsione di realizzare ad Asmara un museo della ferrovia.
Si tenta di collegare più efficacemente la ferrovia al porto di Massaua, e si programma una sua estensione verso la zona industriale; sono stati modificati vagoni a pianale per il trasporto dei container, e sono progettati vagoni appositi per il trasporto di due container da 20 piedi o da uno di 40.
Si programma di allungare i binari di incrocio, per permettere il transito di treni di maggiore lunghezza. Si progetta inoltre un raccordo con un'azienda produttrice di cemento e di costruzione di prefabbricati in cemento presso Massaua, che permetterà, oltre che il trasporto del cemento e dei prefabbricati prodotti, anche il carico delle traversine in cemento che si ritiene in futuro debbano sostituire le attuali (originali) in lamiera stampata.
Nonostante gli ambiziosi programmi di ripristino e potenziamento, le attuali condizioni della linea ferroviaria rendono possibili sostanziali innovazioni solo con adeguati finanziamenti.

## Percorso
| Unknown route-map component "exKBHFa" |

| Unknown route-map component "exSTR" | Head station |

| Unknown route-map component "exSTR" | Station on track |

| Unknown route-map component "exSTR" | Unknown route-map component "hKRZWae" |

| Unknown route-map component "exSTR" | Stop on track |

| Unknown route-map component "xABZg+l" | One way rightward |

| Station on track |

| Station on track |

| Unknown route-map component "hKRZWae" |

| Non-passenger station/depot on track |

| Station on track |

| Unknown route-map component "eSPLa" |

| Unknown route-map component "eSPLe" |

| Unknown route-map component "hKRZWae" |

| Non-passenger station/depot on track |

| Unknown route-map component "eSPLa" |

| Unknown route-map component "eSPLe" |

| Unknown route-map component "hKRZWae" |

| Unknown route-map component "eSPLa" |

| Unknown route-map component "eSPLe" |

| Station on track |

| Non-passenger station/depot on track |

| Non-passenger station/depot on track |

| Station on track |

| Non-passenger station/depot on track |

| Station on track |

| Non-passenger station/depot on track |

| Station on track |

| Non-passenger station/depot on track |

| Station on track |

| Non-passenger station/depot on track |

| Station on track |

| Non-passenger station/depot on track |

| Station on track |

| Non-passenger station/depot on track |

| Unknown route-map component "KMW" |

| Unknown route-map component "ABZg+r" |

| Unknown route-map component "KBHFxe" |

| Unknown route-map component "exSTR" |

La ferrovia è una linea a binario semplice a scartamento ridotto da 950 mm, detto "metrico italiano" con diverse fermate o stazioni; lo scartamento ridotto permette un ottimale adattamento alle condizioni del percorso che si sviluppa in montagna, con spazi angusti e curve a corto raggio. Ponti e gallerie realizzati per la ferrovia si sono conservati in buono stato.
Il ponte di Moncullo è formato da quattordici arcate da 10 metri ciascuna. È l'opera d'arte più nota della ferrovia ed è rappresentato sulle banconote eritree da 10 Nafka.

## Traffico
Nel periodo anteguerra, il quadro orario del 20 giugno 1936 offriva ai viaggiatori tre coppie di treni giornalieri di cui una coppia di treni misti, con trazione a vapore, e due coppie di automotrici (che permettevano di dimezzare i tempi di percorrenza); tutti i treni effettuavano tutte le fermate.

## Materiale rotabile
La dotazione della ferrovia consiste sommariamente in:
- sei locomotive a vapore Breda gruppo 202;
- una locomotiva a vapore Mallet Ansaldo gruppo 440[6];
- quattro locomotive a vapore Mallet Ansaldo gruppo 441;
- quattro locomotive a vapore Mallet Ansaldo gruppo 442;
- otto locomotive a vapore Mallet da 30 t;
- due automotrici diesel Fiat del 1935 (Littorine)[7];
- due locomotori diesel Krupp B'B'-dh (tipo "M700 BB"; ## 25D, 27D) del 1957;
- un locotrattore Dewry, acquistato dagli inglesi;
- due piccoli locotrattori ricavati da carrelli di Littorine con motorizzazione da mezzi stradali (camion);
- un carrello di servizio realizzato dall'assemblaggio con un motociclo;
- diversi vagoni passeggeri;
- numerosi carri merci, chiusi ed a pianale, dispersi nei parchi di deposito e lungo la linea.

Nel 1952 sono state demolite 5 locomotive a vapore Breda gruppo 201.

### Fonti
- Stefano Maggi, Colonialismo e comunicazioni. Le strade ferrate nell'Africa Italiana (1887-1943), Napoli, Edizioni Scientifiche Italiane, 1996, ISBN 88-8114-416-6.
- Paolo Bartolozzi, Treni italiani in Eritrea, in I Treni Oggi n. 37 (marzo 1984).
- Stefano Maggi, "Le ferrovie nell’Africa italiana: aspetti economici, sociali e strategici", relazione presentata al seminario "Nineteenth century transport history. Current trends and new problems", Istituto Universitario Europeo, Fiesole, 20 maggio 1994 (PDF), su gips.unisi.it. URL consultato il 22 dicembre 2010 (archiviato dall'url originale il 22 luglio 2011)..
- Gian Guido Turchi, Treni italiani d'Eritrea, Editrice Trasporti su Rotaie, 2003.
- Vincenzo Meleca, "Locomotive e Littorine d'Eritrea" (PDF), su ilcornodafrica.it. URL consultato il 27 agosto 2019.
- Cristoforo Barberi, "Ferrovie dell'Eritrea (1880-1941-1952)", su maitacli.it. URL consultato il 27 agosto 2019.
- Orario ferroviario generale Pozzo, Ferrovie e linee automobilistiche coloniali, quadro 18, del 20 giugno 1936.

### Testi di approfondimento
- Le ferrovie dell'Eritrea, in Rivista tecnica delle ferrovie italiane, giugno 1913.
- Aldo Riccardi, Eritrea. Appunti sulla storia ferroviaria di una ex colonia italiana, Firenze, Pegaso Edizioni, 2018, ISBN 978-88-95248-86-8.